# Asirski vladari
Ovo je popis asirskih vladara od najranijeg vremena. Usklađivanje s apsolutnim datumima postignuto je uz pomoć babilonske kronologije i asirskih popisa eponima, što daje prilično precizne datume za razdoblje od 911. pr. Kr. do 649. pr. Kr.
Točno vrijeme vladanja u razdoblju od 1420. do 1179. pr. Kr. osobito je problematično, jer ovisi o tome koji se od Popisa asirskih kraljeva koristi. Ovaj popis služi se podacima Popisa asirskih kraljeva B i C, koji kraljevima Ninurta-apal-Ekuru i Ašur-nadin-apliju daju samo tri godine vladanje, dok Popis asirskih kraljeva A Ninurta-apal-Ekuru daje 14 godina, a Ašur-nadin-apliju 4.
Premda godine između 1179. i 912. pr. Kr. nisu tako sigurne kao one nakon 912., općenito su prihvaćene među asirolozima. Datiranje kraja asirskoga razdoblja do danas je nesigurno, jer nedostaju popisi eponima nakon 649. godine.

## Rano razdoblje
»Kraljevi koji su živjeli u šatorima«
- Ikunum (?)
- Tudija (oko 2500. pr. Kr.)
- Adamu
- Jangi
- Suhlamu
- Harharu
- Mandaru
- Imsu
- Harsu
- Didanu
- Hana
- Zuabu
- Nuabu
- Abazu
- Belu
- Azarah
- Ušpija (oko 2020. pr. Kr. ?)

»Kraljevi koji su bili praoci« (u Popisu asirskih kraljeva upisani obratnim redoslijedom)
- Apiašal, sin Ušpijin
- Hale, sin Apiašalov
- Samani, sin Haleov
- Hajani, sin Samanijev
- Iku-Mer, sin Hajanijev
- Jakmesi, sin Ilu-Merov
- Jakmeni, sin Jakmesijev
- Jazkur-el, sin Jakmenijev
- Ila-kabkaba, sin Jazkur-elov
- Aminu, sin Ila-kabkabov

»Kraljevi čiji su eponimi uništeni(?)«
- Sulili, sin Aminov
- Kikija (oko 2000. – 1985. pr. Kr.)
- Akija (oko 1985. – 1970. pr. Kr.)
- Puzur-Ašur I. (oko 1970. – 1960. pr. Kr.)
- Šalim-ahe (oko 1960. – 1945. pr. Kr.)
- Ilušuma (oko 1945. – 1906. pr. Kr.) (provale prema južnoj Mezopotamiji)

## Staroasirsko razdoblje
- Erišum I. (oko 1906. – 1867. pr. Kr.)
- Ikunum (oko 1867. – 1860. pr. Kr.)
- Sargon I. (oko 1860. – 1850. pr. Kr.) (vladao iz Nimroda)
- Puzur-Ašur II. (oko 1850. – 1830. pr. Kr.)
- Naram-Sin (oko 1830. – 1815. pr. Kr.)
- Erišum II. (oko 1815. – 1809. pr. Kr.)
- Šamši-Adad I. (oko 1809. – 1781. pr. Kr.)
- Išme-Dagan I. (oko 1780. – 1741. pr. Kr.)
- Mut-Aškur (oko 1730. – 1720. pr. Kr.)
- Rimuš (oko 1720. – 1710. pr. Kr.)
- Asinum (oko 1710. – 1706. pr. Kr.)
- razdoblje bezvlašća, sedam uzurpatora (oko 1706. – 1700. pr. Kr.)
  - Asur-dugul, »ničiji sin, neprikladan za prijestolje«
  - Asur-apla-idi (prvi od »šest kraljeva ničijih sinova«)
  - Nasir-Sin
  - Sin-namir
  - Ibki-Ištar
  - Adad-salulu
  - Adasi
- Belu-bani (oko 1700. – 1691. pr. Kr.)
- Libaja (oko 1690. – 1674. pr. Kr.)
- Šarma-Adad I. (oko 1673. – 1662. pr. Kr.)
- Iptar-Sin (oko 1661. – 1650. pr. Kr.)
- Bazaja (oko 1649. – 1622. pr. Kr.)
- Lulaja (oko 1621. – 1618. pr. Kr.)
- Šu-Ninua (oko 1615. – 1602. pr. Kr.)
- Šarma-Adad II. (oko 1601. – 1598. pr. Kr.)
- Erišum III. (oko 1598. – 1586. pr. Kr. tradicionalno datiranje, ili oko 1580. – 1567., novije datiranje)
- Šamši-Adad II. (oko 1567. – 1561. pr. Kr.)
- Išme-Dagan II. (1561. – 1545. pr. Kr.)
- Šamši-Adad III. (1545. – 1529. pr. Kr.)
- Ašur-nirari I. (1529. – 1503. pr. Kr.)
- Puzur-Ašur III. (1503. – 1479. pr. Kr.)
- Enlil-nasir I. (1479. – 1466. pr. Kr.)
- Nur-ili (1466. – 1454. pr. Kr.)
- Ašur-šaduni (1454. pr. Kr.)
- Ašur-rabi I. (oko 1453. – 1435. pr. Kr.)
- Ašur-nadin-ahe I. (oko 1435. – 1420. pr. Kr.)
- Enlil-nasir II. (1420. – 1414. pr. Kr.)
- Ašur-nirari II. (1414. – 1407. pr. Kr.)
- Ašur-bel-nišešu (1407. – 1398. pr. Kr.)
- Ašur-rim-nišešu (1398. – 1390. pr. Kr.)
- Ašur-nadin-ahe II. (1390. – 1380. pr. Kr.)

## Srednjoasirsko razdoblje
- Eriba-Adad I. (1380. – 1353. pr. Kr.)
- Ašur-ubalit I. (1353. – 1317. pr. Kr.)
- Enlil-nirari (1317. – 1307. pr. Kr.)
- Arik-den-ili (1307. – 1295. pr. Kr.)
- Adad-nirari I. (1295. – 1263. pr. Kr.)
- Šalmanasar I. (1263. – 1233. pr. Kr.)
- Tukulti-Ninurta I. (1233. – 1196. pr. Kr.)
- Ašur-nadin-apli (1196. – 1193. pr. Kr.)
- Ašur-nirari III. (1193. – 1187. pr. Kr.)
- Enlil-kuduri-usur (1187. – 1182. pr. Kr.)
- Ninurta-apal-Ekur (1182. – 1179. pr. Kr.)
- Ašur-Dan I. (1179. – 1133. pr. Kr.)
- Ninurta-tukulti-Ašur (1133. pr. Kr.)
- Mutakil-nusku (1133. pr. Kr.)
- Ašur-reš-iši (1133. – 1115. pr. Kr.)
- Tiglat-Pileser I. (1115. – 1076. pr. Kr.)
- Ašarid-apal-Ekur (1076. – 1074. pr. Kr.)
- Ašur-bel-kala (1074. – 1056. pr. Kr.)
- Eriba-Adad II. (1056. – 1054. pr. Kr.)
- Šamši-Adad IV. (1054. – 1050. pr. Kr.)
- Ašur-nasir-pal I. (1050. – 1031. pr. Kr.)
- Šalmanasar II. (1031. – 1019. pr. Kr.)
- Ašur-nirari IV. (1019. – 1013. pr. Kr.)
- Ašur-rabi II. (1013. – 972. pr. Kr.)
- Ašur-reš-iši II. (972. – 967. pr. Kr.)
- Tiglat-Pileser II. (967. – 935. pr. Kr.)
- Ašur-Dan II. (935. – 912. pr. Kr.)

## Novoasirsko razdoblje
- Adad-nirari II. (912. – 891. pr. Kr.)
- Tukulti-Ninurta II. (891. – 884. pr. Kr.)
- Ašur-nasir-pal II. (884. – 859. pr. Kr.)
- Šalmanasar III. (859. – 824. pr. Kr.)
- Šamši-Adad V. (822. – 811. pr. Kr.)
- Adad-nirari III. (811. – 783. pr. Kr.)
  - Samu-ramat (Semiramida), namjesnica (811. – 805. pr. Kr.)
- Šalmanasar IV. (783. – 773. pr. Kr.)
- Ašur-Dan III. (773. – 755. pr. Kr.)
- Ašur-nirari V. (755. – 745. pr. Kr.)
- Tiglat-Pileser III. (745. – 727. pr. Kr.)
- Šalmanasar V. (727. – 722. pr. Kr.)

Ovdje završava Popis asirskih kraljeva, a sljedeći su kraljevi vladali nakon sastavljanja toga popisa.
- Sargon II. (722. – 705. pr. Kr.)
- Sanherib (705. – 681. pr. Kr.)
- Asarhadon (681. – 669. pr. Kr.)
- Asurbanipal (Ašurbanipal) (669. – oko 631. ili 627. pr. Kr.)
- Ašur-etil-ilani (631./627. – 623. pr. Kr.); 631. – 627. pr. Kr. bio »namjesnik« svoga oca, Asurbanipala.
- Sin-šumu-lišir (623. pr. Kr.)
- Sin-šar-iškun (623. – 612. pr. Kr.)

Godine 612. pr. Kr. asirska prijestolnica, Niniva, pada pred opsadom Medijaca i Babilonaca, a jedan od asirskih vojskovođa nastavlja vladati u Haranu kao:
- Ašur-ubalit II. (612. – 609. pr. Kr.)